# Förstchen
Förstchen ist eine aus einer Hofschaft hervorgegangene Ortslage in der Stadt Leichlingen (Rheinland) im Rheinisch-Bergischen Kreis.

## Lage und Beschreibung
Förstchen liegt an der ehemaligen Trasse der Landesstraße L288, die in diesem Abschnitt auch den Namen Förstchen trägt, in Höhe der Seitenstraße Am Förstchen am westlichen Rand von Leichlingen an der Stadtgrenze zu Langenfeld (Rheinland). Der Name Förstchen der in der ersten Hälfte des 20. Jahrhunderts noch eigenständig liegenden Ortschaft findet sich nur noch in den Straßenbezeichnungen wieder, der Ursprungsort ist der geschlossenen Wohn- und Gewerbebebauung aufgegangen. 
Westlich von Förstchen verläuft die Bundesautobahn 3. Dazwischen befindet sich das Naturschutzgebiet Riedbachaue, in dem der Galkhauser Bach entspringt. Nördlich von Förstchen liegt an der ehemaligen Landesstraße der Wohnplatz Roßlenbruch, südlich der Wohnplatz Sandberg. Nordöstlich grenzt der Wohnplatz Windfahne an den Ort, südwestlich der Wohnplatz Altenhof.
Weitere benachbarte, zumeist die in westliche Vorstadt Leichlingens aufgegangene Orte sind Kellerhansberg, Scheeresberg, Kaltenberg, Brückerfeld, Bremsen, Zwei Eichen, Trompete, Schraffenberg und Schnugsheide.

## Geschichte
Förstchen wurde erstmals 1591 als Vorstgenn urkundlich erwähnt. Der Name ist selbsterklärend und weist auf einen kleinen Wald an dieser Stelle hin. Im 17. Jahrhundert waren die Höfe der Ortschaft Haus Vorst abgabepflichtig.
Der Ort lag an der Sandstraße, einer Altstraße von Aufderhöhe nach Opladen. Die Karte Topographia Ducatus Montani aus dem Jahre 1715 zeigt sechs Höfe unter dem Namen Förstchen. Im 18. Jahrhundert gehörte der Ort zum Kirchspiel Leichlingen im bergischen Amt Miselohe. Die Topographische Aufnahme der Rheinlande von 1824 zeigt den Ort als im Förstchen und die Preußische Uraufnahme von 1844 verzeichnet ihn als Förstchen, die Leichlinger Gemeindekarte von 1830 als Foerstchen.
1815/16 lebten 75 Einwohner im Ort. 1832 gehörte Förstchen der Bürgermeisterei Leichlingen an. Der laut der Statistik und Topographie des Regierungsbezirks Düsseldorf als Dorfschaft kategorisierte Ort besaß zu dieser Zeit 23 Wohnhäuser und 25 landwirtschaftliche Gebäude. Zu dieser Zeit lebten 106 Einwohner im Ort, davon sechs katholischen und 100 evangelischen Glaubens.
Im Gemeindelexikon für die Provinz Rheinland werden 1885 30 Wohnhäuser mit 179 Einwohnern angegeben. 1895 besitzt der Ort 33 Wohnhäuser mit 180 Einwohnern, 1905 28 Wohnhäuser und 196 Einwohner.
Ab Mitte des 20. Jahrhunderts schlossen sich die Lücken in der Wohn- und Gewerbebebauung mit den benachbarten Wohnplätzen und Förstchen wurde Teil der westlichen Vorstadt Leichlingens.